# Tours Volley-Ball
Tours Volley-Ball, kurz Tours VB,  ist ein französischer Volleyball-Verein aus Tours, dessen Männer in der ersten französischen Liga (Pro A) spielen.

## Geschichte
Tours VB ist ein relativ junger Volleyballverein. Er ging im Jahre 1988 aus dem Tours Étudiant Club hervor. Nach einigen Jahren in den unteren Ligen konnte der Verein 1993 in die Nationale 1B (heute Pro B), die zweithöchste französische Liga, aufsteigen. Bereits ein Jahr später war man Meister dieser Klasse und stieg in die Nationale 1A (Pro A) auf. Dort brauchte man jedoch einige Jahre, um sich an das hohe Niveau der Liga anzupassen.
Im Jahre 2000 stand Tours VB schließlich im Finale um den französischen Pokal, musste sich allerdings klar mit 0:3 dem damals besten französischen Verein Paris Volley geschlagen geben. Mit dem gleichen Ergebnis endete das Pokalfinale ein Jahr später. Der Finalplatz ermöglichte Tours VB jedoch die Mal die Teilnahme an der Champions League, da Paris Volley das Double holte. 2002 endete dieses Unterfangen erst im Viertelfinale gegen Iraklis Saloniki.
Im Jahre 2003 gelangt Tours der erste nationale Titelgewinn. Im Pokalfinale setzte man sich mit 3:1 gegen Poitiers durch. 2004 konnte man den ersten Meistertitel holen (Finale gegen AS Cannes). In der Champions League erreicht man sogar das Final Four und belegte schließlich den dritten Platz vor Iraklis Saloniki. Das folgende Jahr 2005 bildete bislang den Höhepunkt in der Vereinsgeschichte: Tours gewann den französischen Pokal, den Supercup und die Champions League. Einzig in der Meisterschaft musste man sich dem AS Cannes geschlagen geben. Im Finale der Champions League traf man wiederum auf Iraklis Saloniki, die Gastgeber des Final Four waren. Das Spiel endete 3:1 (−21, 29, 17, 23). Zuvor hatte Tours im Halbfinale den VfB Friedrichshafen aus dem Wettbewerb geworfen. Im Jahr 2007 erreichte die Mannschaft einen zweiten Platz im Finale der Champions League gegen den VfB Friedrichshafen.

## Nationale Liga und Pokal
Tours gewann seine Titel nach der Jahrtausendwende. Von 2003 bis 2019 wurde man achtmal Meister und zehnmal Pokalsieger. Beim zweiten Pokalsieg gab es zusätzlich den ersten Erfolg im Supercup, heute sind es vier Titeln.

## Europapokal
Der Gesamtsieger von 2005 spielte in der Saison 2006/07 wieder in der Champions League. Die Franzosen trafen in Gruppe A auf den deutschen Vertreter evivo Düren, das österreichische Team von Hypo Tirol Innsbruck, den mehrmaligen Gesamtsieger Lokomotive Belgorod (Russland) sowie Portol Drac Palma Mallorca (Spanien) und OK Budućnost Podgorica (Montenegro).